# Долидзе, Зелихе Мемедовна
Зелихе Мемедовна Долидзе (род. 1927 год, Кобулетский район, ССР Аджаристан, ССР Грузия) — колхозница колхоза имени Стуруа Кобулетского района, Аджарская АССР, Грузинская ССР. Герой Социалистического Труда (1949).

## Биография
Родилась в 1927 году в крестьянской семье в одном из сельских населённых пунктов Кобулетского района. Трудовую деятельность начала в послевоенные годы на чайной плантации в колхозе имени Стуруа Кобулетского района.
В 1948 году собрала 6035 килограммов сортового зелёного чайного листа на участке площадью 0,5 гектаров. Указом Президиума Верховного Совета СССР от 29 августа 1949 года удостоена звания Героя Социалистического Труда за «получение высоких урожаев сортового зелёного чайного листа в 1948 году» с вручением ордена Ленина и золотой медали «Серп и Молот» (№ 4641).
С 1982 года — персональный пенсионер союзного значения. Проживала в Кобулетском районе.